# Македонска кървава сватба (филм)
Македонска кървава сватба (на македонска литературна норма: Македонска крвава свадба) е игрален филм от Социалистическа Република Македония от 1967 година. Режисьор на филма е Трайче Попов, а сценарият е пригоден от Славко Яневски от едноименната пиеса на Войдан Чернодрински от 1900 година. Главните роли се изпълняват от Коле Ангеловски, Вера Чукич (Цвета), Драгорим Фелба (Орхан), Зафир Хаджиманов (Спасе), Драги Костовски, Петър Пърличко (Мойсо), Ристо Шишков (Осман бей), Янез Върховец (Кузман), Павле Вуисич (Поп Дамян) и Димитър Кьостаров.
Филмът получава наградите „Златна арена“ (Пула, 1968) за сценография на Никица Лазаревски и „Златен плакет“ с лика на Ленин (СССР, 1969).